# Поле регалій
Поле регалій (від лат. iura regalia, «королівські права») — у геральдиці червоне поле без негеральдичної фігури чи інших геральдичних поділів щита, яке символізує прапор крові й таким чином спочатку вказує на право носія герба на юрисдикцію крові, але також як символ для інших регалій і для тлумачення суверенітету.
В описі герба (блазона) поле часто називають просто регаліями. Найгірше місце з погляду почестей — основа щита. Це поле вибрано як поле регалій. Час від часу над червоним полем поміщають дамаскин, щоб посилити поле безчестя.
У Великому гербі Прусського королівства це поле в описі герба під номером 52.
В індивідуальному зображенні основа щита видозмінюється в герб із верхнім гербом.
На гербі написано: «Над розтятим червоним полем червоний розкритий лет на коронованому шоломі з червоним наметом».

## Опис

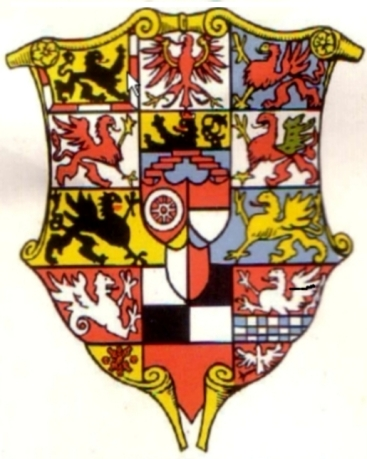
Великий герб Альбрехта Бранденбурзького з полем регалій у основі щита

Регалії, або, як його ще називають, поле крові, тісно пов'язані з вірністю прапору. Кожен вступлений князь мав передати прапор крові імператору залежно від кількості частин його країни. Він символічно отримував їх назад за кожну землю, яку отримав. Цей тип був створений бургграфом Фрідріхом I для Бранденбурзького маркграфства в 1415 році.
Опис прапора крові для ландграфа Гессенського датується 1495 роком, коли Рейхстаг збирався у Вормсі. Найдавніше червоне поле зустрічається на гербі курфюрського Пфальцу. Коли курфюрст Фрідріх Пфальцький отримав золоту імператорську кулю як заставу від імператора Карла V на Рейхстазі в Шпаєрі 5 травня 1544 року, у нього вже було червоне поле на його гербі. Тому він мав право так званого шийного суду. Це було право на життя і смерть.
Однак довгий час поле регалій не було послідовно включено до гербів усіх феодальних государів. Це стало правилом лише на початку XVI століття. Саксонське курфюрство запровадила його за курфюрста Йогана, а Ангальтське герцогство 1556 року за принца Вольфганга. Бурграфи Мейсена з дому Плауенів — 1558 року, а пізніше також дому Гогенлое. На печатці мейснського бургграфа була зображена дівчина, яка тримала крила між відкритим польотом. Далі йшли Померанія і Бранденбург. Свідчення можна датувати 1535 роком на печатці кардинала Альбрехта Бранденбурзького та 1558 роком на великій печатці курфюрста Йоахіма II. Пожертвування поморських герцогів Георга і Філіпа 26 липня 1530 року знайшло своє відображення в гербі лише після 1610 року.
Нашоломник до поля регалій ніколи не значився в списку, хоча він описаний і показаний у книзі гербів Бранденбурга від 1574 року. Поле регалій ставало все більш дамаскованим для вишуканості. Примітно, що з 1701 року, але вже близько 1658 року, остаточно з падінням Священної Римської імперії, феодальні залежності закінчилися, але поле регалій зберігалося.

## Зауваження
1. 1 2 3  Maximilian Gritzner: Landes- und Wappenkunde der brandenburgisch-preußischen Monarchie. Heymann, Berlin 1894 (hier leicht verändert).
2. ↑  regalien. www.welt-der-wappen.de. Процитовано 27 червня 2024.